# Argulus arcassonensis
Argulus arcassonensis is een visluizensoort uit de familie van de Argulidae. De wetenschappelijke naam van de soort is voor het eerst geldig gepubliceerd in 1912 door Cuénot.